# 집어장치
집어장치(Fish Aggregating Device, FAD)는 어업 방법의 하나로 해양생물을 유인해 대량으로 포획하기 위해 띄워놓는 부유물을 말한다. FAD는 스티로폼 등의 물질로 만든 도구로, 어선들이 바다에 띄워 놓으면 해양 생물들이 이것을 피난처라고 생각해 모여든다. 모여든 해양 생물들 주위로 그물들 둘러 전체를 퍼올린다. 주로 참치를 대량 포획하기 위해 사용된다.  

## 비판
집어장치는 파괴적인 어업 활동이라는 평을 받고 있다. 물고기 등의 해양생물이 번식하는 속도보다 더 빠르게 많은 양을 잡아들이는 바람에 남아있는 동물의 숫자가 점점 줄어드는 남획 뿐만 아니라 다른 종류의 해양 생물을 잡아 넣는 혼획도 문제가 되고있다.   

## 같이 보기
- 생태계
- 수산업
- 어업